# Keremeos
Keremeos är en ort i Kanada.   Den ligger i provinsen British Columbia, i den södra delen av landet, 3 300 km väster om huvudstaden Ottawa. Keremeos ligger 413 meter över havet och antalet invånare är 1 197.
Terrängen runt Keremeos är huvudsakligen bergig, men den allra närmaste omgivningen är kuperad. Keremeos ligger nere i en dal. Runt Keremeos är det mycket glesbefolkat, med 2 invånare per kvadratkilometer.. Det finns inga andra samhällen i närheten.
I omgivningarna runt Keremeos växer i huvudsak barrskog.